# Sophus Frederik Ferdinand Ahlefeldt-Laurvig
Sophus Frederik Ferdinand greve Ahlefeldt-Laurvig (18. november 1840 i Tullebølle – 14. juni 1914 i Aalborg) var en dansk borgmester.
Han var søn af forpagter Johan Adolph greve Ahlefeldt-Laurvig og Charlotte Juliane Alexandrine født komtesse Ahlefeldt-Laurvig, blev 1859 student fra Herlufsholm, deltog i krigen 1864 som officersaspirant og blev såret ved Dybbøl 18. april, avancerede til sekondløjtnant i infanteriets krigsreserve og fik 27. november samme år afsked fra Hæren.
Ahlefeldt-Laurvig blev 1867 cand.jur., 1868 fuldmægtig ved Øster og Vester Han Herreder, 1869 ved Hvetbo Herred, 1872 byfogedfuldmægtig i Aarhus, 1878 by- og birkefuldmægtig i Nykøbing Sjælland, 1883 i Sorø, 1892 byfoged og byskriver i Skagen, fra 11. marts samme år tillige borgmester, 5. april samme år desuden vejer og måler. 28. juni 1899 (fra 1. juli) blev Ahlefeldt-Laurvig forflyttet til birkedommer og skriver i Aalborg Birk, herredsfoged og skriver i Fleskum Herred. Han blev 14. april 1904 Ridder af Dannebrog og 20. november 1907 dannebrogsmand.
Han ægtede den 16. oktober 1878 i Holmens Kirke Anna Marie Mathilde Bech (2. april 1851 i Frederiksborg Nyhuse, Slotssognet – 12. marts 1940 på Frederiksberg), datter af Jens Peter Hvilsager Bech.